# Women's Social and Political Union

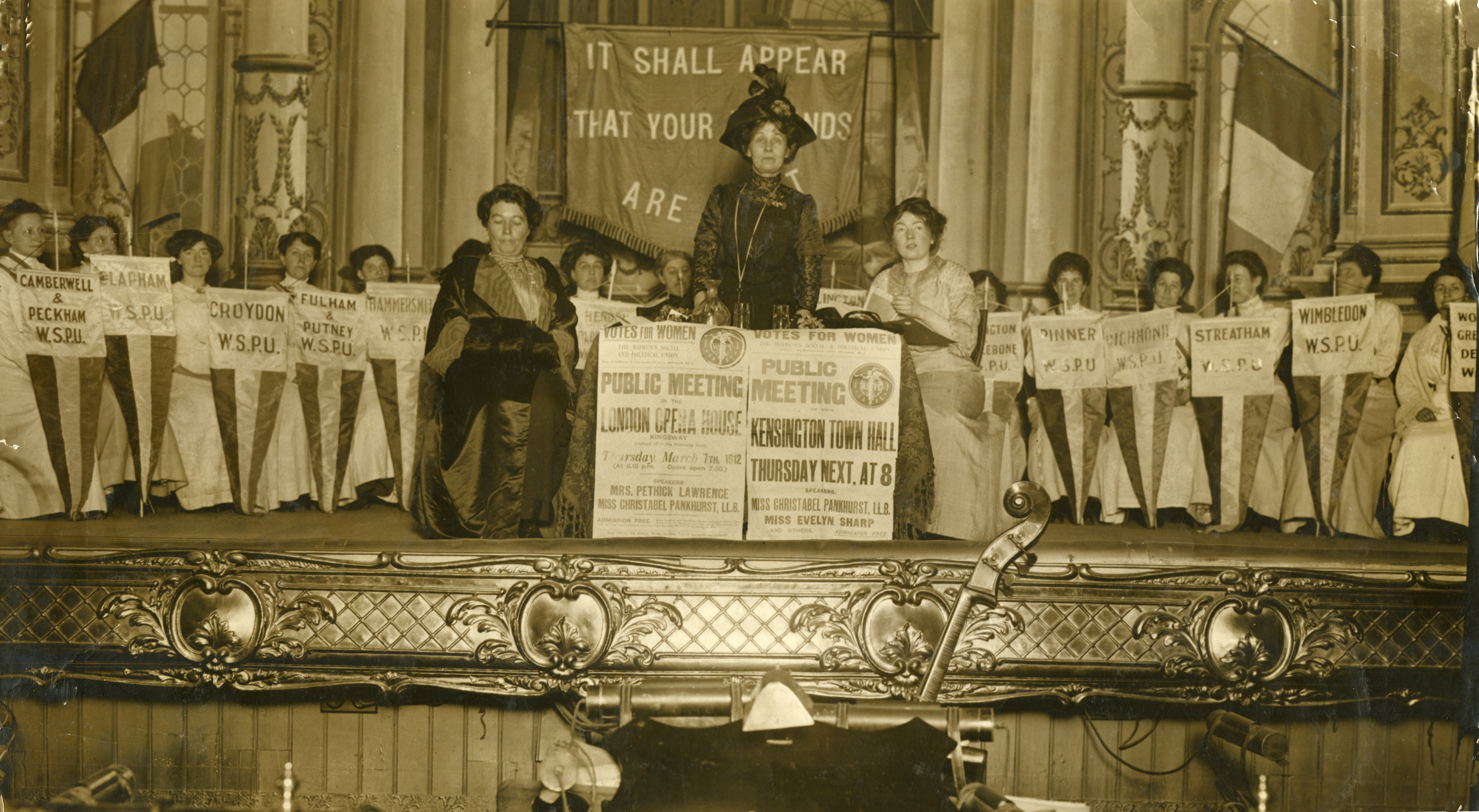
Emmeline Pankhurst a discursar numa reunião da Women's Social and Political Union em 1912.

A Women's Social and Political Union (WSPU; em Português: União Social e Política das Mulheres) foi uma organização militante que lutou pelo sufrágio feminino no Reino Unido entre 1903 e 1917. O acesso à organização e a sua política eram controlados de forma severa por Emmeline Pankhurst e pelas suas filhas Christabel e Sylvia. A organização ficou conhecida pelas ações militantes dos seus membros que faziam greves de fome (e acabavam por ser alimentados à força), vandalizavam edifícios importantes e ateavam fogo a casas e igrejas desocupadas durante a noite. Seus membros ficaram conhecidos como suffragettes.

## História
Em 1903, Emmeline Pankhurst fundou a Women's Social and Political Union (WSPU) junto com suas três filhas, Christabel, Sylvia e Adela, bem como um grupo de mulheres britânicas. A adesão à WSPU era aberta e apenas para mulheres.
Em 1905, a WSPU convenceu o parlamentar liberal Bamford Slack a apresentar um projeto de lei sobre o sufrágio feminino. A WSPU mudou de rumo após o fracasso do projeto de se concentrar em atacar qualquer partido que estava no governo se recusando a apoiar qualquer legislação que não incluísse o direito de voto para mulheres. Naquele mesmo ano, Christabel e Annie Kenney foram presas por gritarem slogans a favor do voto feminino em uma reunião do Partido Liberal. Eles escolheram o encarceramento em vez de pagar a multa.
Em 1906, a WSPU organizou uma série de manifestações e lobby junto ao Parlamento, levando à prisão e prisão de um número crescente de membros. Sob a liderança de Christabel, o grupo começou a se organizar mais exclusivamente entre as mulheres de classe média. O anúncio de Christabel de que as decisões futuras seriam feitas por um comitê que ela indicaria levou um grupo de membros proeminentes a se separar e formar a Women Freedom League.
Em oposição à contínua e repetida prisão de membros da WSPU, greves de fome foram introduzidas nas prisões da Grã-Bretanha. A polícia implementou uma política de alimentação forçada que levou as suffragettes a ganharem a simpatia do público. Mais tarde, o governo aprovou a Lei do Gato e do Rato que permitiu a libertação de suffragettes que estavam à beira da morte devido à desnutrição. No entanto, eles poderiam ser presos novamente assim que se recuperassem. Em resposta, a WSPU organizou uma equipe de segurança feminina conhecida como Guarda-costas, que foi treinada em jiu-jitsu, cujo papel era proteger suffragettes fugitivas de uma nova prisão.
As suffragettes tiveram o que consideraram seu primeiro martírio, em 1913, quando Emily Davison morreu em decorrência dos ferimentos por ter sido atropelada por um cavalo ao entrar na pista durante o derby de Epsom com o objetivo de pendurar um lenço no pescoço do cavalo do rei Jorge V. Milhares de suffragettes e sufragistas de várias associações militantes comparecem ao seu funeral.
A Primeira Guerra Mundial gera uma ruptura no movimento. Um núcleo foi formado em torno de Emmeline e Christabel Pankhurst, que apelou para a continuação das hostilidades. Esta corrente participou nas campanhas de recrutamento em que as sufraggettes distribuíam flores nas ruas como símbolo de covardia aos homens que ainda não estavam inscritos. Sylvia Pankhurst se oporia a essa prática e seria publicamente atacada no jornal WSPU. O apoio de Sylvia ao Congresso Internacional de Mulheres pela Paz a fez perder o apoio de seus aliados, contrastando fortemente com a posição de sua mãe Emmeline e sua irmã Christabel. Christabel, após a Revolução Russa, viajaria para a Rússia para advogar contra a retirada daquele país da guerra.
Em 1917, a WSPU foi dissolvida com Christabel e Emmeline fundando o Partido das Mulheres.